# Christine Burrows
Pour les articles homonymes, voir Burrows.
Christine Mary Elizabeth Burrows (4 janvier 1872 - 10 septembre 1959) est une administratrice universitaire britannique. Elle est la deuxième principale du St Hilda's College d'Oxford de 1910 à 1919 puis elle est principale de 1921 à 1929 du Home Students, devenu en 1952 le St Anne's College d'Oxford.

## Biographie
Christine Burrows naît à Chipping Norton, dans l'Oxfordshire, enfant unique d'Esther Elizabeth Burrows (en) et d'Henry Parker Burrows. Son père est brasseur à Langton, dans le Yorkshire du Nord, mais il meurt avant sa naissance et sa mère retourne vivre avec elle chez le grand-père maternel de Christine qui possède des moulins à Chipping Norton. Elle fait ses études  secondaires au Cheltenham Ladies' College de 1887 à 1891, après plusieurs années de scolarité dans une école privée.
Elle commence des études d'histoire à Lady Margaret Hall en 1891, mais doit quitter le collège en 1893, lorsque sa mère, Esther Elizabeth Burrows est nommée principale de St Hilda' College, collège de femmes récemment créé à Oxford, et qu'elle doit seconder celle-ci dans ses fonctions. Elle poursuit néanmoins ses études en tant que « registered Home Student » (étudiante à domicile), et elle passe ses examens d'histoire avec mention bien en 1894. Comme Oxford ne délivre pas de diplômes aux étudiantes avant 1920, elle n'obtient sa maîtrise de l'université d'Oxford qu'en 1921.

## Carrière professionnelle
Burrows est nommée tutrice d'histoire à St Hilda's la même année, en 1894, puis elle cumule ses fonctions avec celles de principale-adjointe de 1895 à 1910. Elle succède à sa mère comme principale en 1910. Durant la décennie où elle occupe ces fonctions, St Hilda's obtient une notoriété parmi les autres collèges féminins d'Oxford, et connaît une croissance de ses effectifs, durant une période marquée par l'effervescence des revendications concernant le droit de vote, mais également les turbulences de la Première Guerre mondiale. Christine Burrows est marquée depuis ses années scolaires et universitaires par des amitiés avec des pionnières de l'éducation en Angleterre, et elle soutient la qualité de l'enseignement à St Hilda's en sollicitant des tuteurs renommés. Cependant, elle démissionne de St Hilda's en juillet 1919, pour s'occuper de sa mère malade. Elle est remplacée à cette fonction par Winifred Moberly.
En 1920, elle fait partie de la délégation britannique, avec cinq autres étudiantes, à la réunion de la Fédération internationale des femmes diplômées d'université qui se déroule à Londres. 
En 1921, elle est nommée principale de la Society of Oxford Home-Students, poste qui lui permet d'exercer ses fonctions professionnelles tout en vivant chez elle,. La Home Students est destinée au suivi d'étudiantes d'Oxford qui vivent chez elles, notamment les enfants de professeurs de l'université, ou qui sont hôtes payants chez des particuliers, à une époque où les possibilités de résidence dans les collèges des étudiantes sont encore réduites. Cette organisation permet aux étudiantes d'être immatriculées et de suivre les cours universitaires tout en bénéficiant d'une certaine protection de leur environnement et d'un accompagnement scientifique. Christine Burrows visite notamment la soixantaine d'hôtesses qui hébergent des étudiantes de la Home Students. Elle s'assure de la qualité de l'accompagnement des étudiantes devenues des membres à part entière de l'université depuis 1920. La Home Students devient un collège constitutif de l'université d'Oxford, sous le nom de St Anne's College, en 1952.
Elle dirige en 1926 un cours d'été à Oxford pour plus de 200 étudiantes américaines. 
Elle démissionne à nouveau de ses fonctions en 1929, pour s'occuper de sa mère. Elle est remplacée par Grace Eleanor Hadow. 
Christine Burrows poursuit ses engagements préalables, notamment en faveur des droits des femmes. Elle siège également dans un comité anglican sur la place des femmes dans l'Église, et regrette le report de l'ordination des femmes pasteurs dans l'Église d'Angleterre, qu'elle estime inéluctable. Elle est l'auteure d'un article sur St. Hilda's College dans le troisième volume de la Victoria County History, en 1954.
Elle meurt à St Luke's Home, Linton Road, Oxford, le 10 septembre 1959. Une cérémonie a lieu à l'église St Giles d'Oxford.